# خالد بطي
خالد بطي (مواليد 29 أغسطس 1991، لاعب كرة قدم إماراتي يجيد اللعب في الظهير الأيمن مع نادي العين الإماراتي .

## مسيرة اللاعب
كانت بداياته مع نادي الجزيرة وانتقل إلى نادي الظفرة عام 2015 و انتقل إلى نادي الوحدة في عام 2023 و انتقل إلى نادي العين في عام 2024.

## روابط خارجية
- خالد بطي على موقع Soccerway.com (الإنجليزية)
- خالد بطي على موقع عالم كرة القدم.نت (الإنجليزية)
- خالد بطي على موقع GSA (الإنجليزية)